# Tarin (tribu)
Tarin ou Tareen (en pachto : ترین) est le nom d'une tribu pachtoune. Ils habitent principalement dans le sud de l'Afghanistan et dans les provinces pakistanaises du Baloutchistan et de Khyber Pakhtunkhwa. De plus petites minorités vivent en Inde et au Bangladesh.
Les Tarins parlent principalement le pachto, la langues des Pachtounes, ainsi que l'hindko.
Le président du Pakistan Muhammad Ayub Khan est l'un des Tarins les plus connus. 

## Personnalités notables
- Muhammad Ayub Khan, président du Pakistan
- Gohar Ayub Khan
- Omar Ayub Khan
- Majrooh Sultanpuri